# Irena Tomažin
Irena Tomažin Zagoričnik (tudi Irena Z. Tomažin), slovenska performerka, plesalka in pevka *19. februar 1979, Ljubljana.
Irena Tomažin je ustvarila več avtorskih predstav in sodelovala z mnogimi slovenskimi režiserji, koreografi in glasbeniki.  
Z gledališčem se je začela ukvarjati v gimnazijskih letih na Bežigrajski gimnaziji, kjer je pod mentorstvom Tomaža Štrucla delovala v skupini IHT. Ob koncu srednje šole je obiskovala plesni studio Intakt, svoje plesno-gledališko izobraževanje pa je izpopolnjevala v Plesnem teatru Ljubljana, v programih Laboratorij zavoda En Knap, v izobraževalnem programu Agon zavoda Emanat, v seminarju sodobnih scenskih umetnosti zavoda Maska, ter na mnogih delavnicah doma in v tujini.
Leta 2001 je ustvarila svoj plesni prvenec Hitchickove metamorfoze, pri katerem je sodelovala s skladateljem Mitjem Reichenbergom. V svojem drugem solu Kaprica se je osredotočila na glas, s katerim se je ukvarjala še v nadaljnjih projektih. Sledil je projekt (S)pozaba kaprice (2006) in predstava Kot kaplja dežja v usta molka (2008), za katero je na festivalu Gibanica leta 2009 prejela posebno pohvalo žirije za najbolj obetajočo koreografko. V sodelovanju z Josephine Evrard je leta 2010 v Cankarjevem domu predstavila Splet okoliščin. V letu 2012 je naredila svoj četrti solo Okus tišine vedno odmeva.
Od leta 2006 izvaja solo projekt za glas in diktafone imenovan iT, s katerim gostuje doma in v tujini. V letu 2011 je izdala samostojno zgoščenko Crying games. Od leta 2014 je tudi članica glasbene skupine Borghesia.

## Predstave
- 2012 Okus tišine vedno odmeva[6]
- 2010 Splet okoliščin
- 2009 Ptih! (v sodelovanju z Hanno Preuss)
- 2008 Kot kaplja dežja v usta molka
- 2006 (S)pozaba kaprice
- 2005 Kaprica[7]
- 2001 Hitchcockove metamorfoze (v sodelovanju z Mitjem Reichenberg)

## Sklic
1. ↑  »Irena Tomažin, CV, Emanat«.
2. ↑  »Nagrade Gibanie 2019«. Arhivirano iz prvotnega spletišča dne 24. februarja 2017.
3. ↑  »Splet okoliščin«.
4. ↑  »Crying Games, bandcamp«.
5. ↑  »Koreografski imenik, Irena Tomažin, Emanat«.
6. ↑  »Irena Tomažin: Okus tišine vedno odmeva, Emanat«.
7. ↑  »Kaprica, glasna predstava, Maska«.